# 師範 (作家)
師範（1927年4月24日—2016年6月5日），本名施魯生，作家。江蘇南通人。

## 生平
1947年，畢業于国立中央大学經濟系，曾在美國普渡大學研究工業規劃。後來進入台糖公司，服務四十年直至退休。
師範的文學生涯也始於台糖。1950年，與同仁金文、魯鈍、辛魚、黃楊合作創辦《野風》雜誌並曾任主編，作為以「創造新文藝，發掘新作家」為宗旨的「純文藝刊物」，日後在文壇大有名氣的作家如余光中、鄭愁予、墨人、夏菁、劉非烈、楚卿、郭楓、郭良蕙、丹扉等都曾在《野風》撰稿。1952年7月，因政治因素，《野風》轉交田湜等人。
師範寫作題材廣泛，關心同時代的人事。
2016年6月5日，辭世。

## 作品
長篇小說：
- 《沒有走完的路》 （曾獲民國41年度中華文藝獎金委員會「元旦獎金」）
- 《穀倉願望》
- 《百花亭》

短篇小說：
- 《與我同在》
- 《緣》
- 《遲來的幸運》
- 《慧眼》
- 《苦旱 燃燒的小鎮》

散文集：
- 《思想散步》
- 《夜讀雜記》

### 註腳
1. ↑  王怡婷. . 國立中央大學圖書館通訊. 2004-12, (39). （原始内容存档于2020-11-29）.
2. ↑  應鳳凰. . 台灣文學辭典資料庫.
3. ↑  . 台灣文學照片資料庫.   [2024-09-28].
4. ↑  施君蘭;. . 文訊. 2016-09, (371): 49-52.

### 期刊
- . 文訊. 2004-09, (227).

## 外部連結
- 台湾作家师范先生回家乡[永久]